# Александар Буйнов
Александр Іванов Ненов (мак. Александар Иванов Ненов, болг. Александър Буйнов), на прізвисько Буйнов (26 вересня 1879 — 27 вересня 1924) — революціонер, учасник македонського революційного руху, член і лідер Македонської революційної організації .

## Біографія
Олександр Ненов народився в місті Шумені 26 вересня 1879 року. Він — старший син у родині заможних майстрів, які плели коси та срібні вироби для народних костюмів. Освіту здобув у рідному місті, середню школу закінчив у Софії. У 1896 році вступив на юридичний факультет Софійського університету, а в 1897 році став актором Театру сліз і сміху. Під час однієї з театральних гастролей у Салоніках у 1898 році він познайомився з активістами ВМОРО і приєднався до македонського визвольного руху. Завдяки пишному характеру його називають «Буйним» і звідти він приймає назву Буйнов.
Після Ілінденського повстання 1903 року Буйнов залишив театр і приєднався до македонського революційного руху. До 1905 року він був четником у революційному окрузі Скоп'є, а потім у Серсько, де став одним із родичів Джейн Санданскі.
На третьому черговому з'їзді Серрського революційного округу в 1907 році був обраний членом і секретарем окружного ревкому. Після младотурецької революції 1908 року він був одним із засновників Партії народної федерації в Салоніках і членом Центральної ради. На виборах 1912 року Буйнов був обраний депутатом Османського парламенту.
У Балканських війнах (1912—1913) Олександр Буйнов став керівником роти і захищав македонське населення в Неврокопському і Демір-Хісарі від дій турків і брав участь у звільненні Піринської Македонії. Його супроводжують воєводи Димитр Арнаудов, Ікономов, Іван Кумдзієв, Грнєв, Тухчов і Бакаров. Важко поранений у бою в селі Црвішта на Чарльї 22 жовтня 1912 року.
Після Першої світової війни входив у групу противників Тодора Александрова та генерала Олександра Протогерова на чолі з Георге Петровим. У квітні 1923 року був обраний депутатом Болгарських національних зборів. Після перевороту 9 червня його було створено в місті Банско. Після вбивства Тодора Александрова Олександр Буйнов був убитий за вироком ВМРО 27 вересня 1924 року в Банско.